# Utgårdskilen

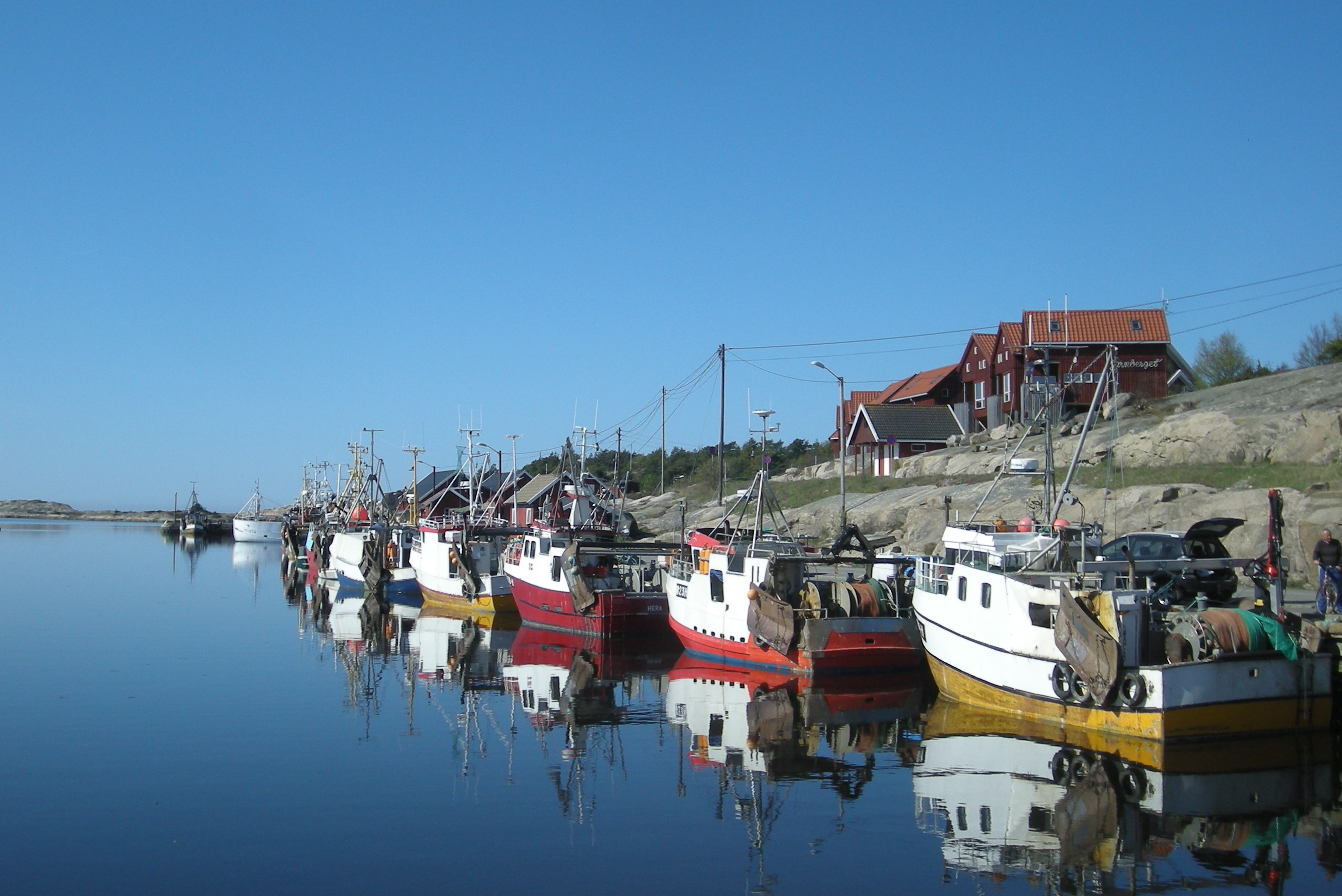
Utgårdskilen

Utgårdskilen – norweska wieś w gminie Hvaler, w okręgu Østfold. Jest to również największy port rybacki na wschód od półwyspu Lindesnes. Pod koniec lipca Utgårdskilen Association organizuje tutaj, Whale Hunting i stowarzyszenia wędkarzy i innych stowarzyszeń i klubów miejscowy Sjøbu Festival. Znajduje się tutaj też latarnia morska (B2262, NGA 0212) na platformie wspartej na czterech palach.